# San Ildefonso Indijanci
San Ildefonso Indijanci, pleme Tewa Indijanaca iz grupe Tanoan s rijeke Rio Grande u Novom Meksiku u blizini Black Mese.
Pueblo San Idefonso je utemeljen u ranom 18. stoljeću, a pleme danas broji oko 2,500 duša, te su poznati po umjetničkom lončarstvu i slikarstvu. Osobitu popularnost stekla je María Martínez sa svojom lončarijom crno-na-crno (vidi).
Glavnu svečanost održavaju 23 siječnja, a priređuju plesove Buffalo Dance i Eagle Dance. 

## Vanjske poveznice
- Kim Richardson, San Ildefonso  Arhivirana inačica izvorne stranice od 17. lipnja 2007. (Wayback Machine)
- San Ildefonso Pueblo  Arhivirana inačica izvorne stranice od 30. svibnja 2007. (Wayback Machine)
- San Ildefonso Pueblo  Arhivirana inačica izvorne stranice od 20. travnja 2007. (Wayback Machine)